# Montgomery County (Pennsylvania)
Das Montgomery County ist ein County im US-Bundesstaat Pennsylvania. Bei der Volkszählung im Jahr 2020 hatte das County 856.553 Einwohner und eine Bevölkerungsdichte von 684,7 Einwohnern pro Quadratkilometer. Der Verwaltungssitz (County Seat) ist Norristown.
Mit Keystone Foods ist einer der weltgrößten Nahrungsmittelproduzenten im County beheimatet.
Das Montgomery County ist Bestandteil der Metropolregion Delaware Valley.

## Geographie
Das County liegt im Südosten von Pennsylvania im nordwestlichen Vorortbereich der Stadt Philadelphia. Das Montgomery County hat eine Fläche von 1262 Quadratkilometern, wovon 11 Quadratkilometer Wasserfläche sind. Es grenzt an folgende Countys:
| Berks County   | Lehigh County   | Bucks County |
| Chester County |                 |              |
|                | Delaware County | Philadelphia |

## Geschichte

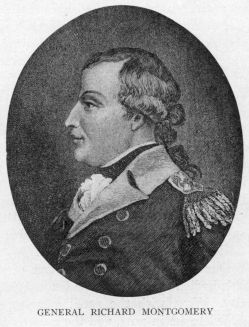
Richard Montgomery

Das Montgomery County wurde am 10. September 1784 auf dem Gebiet des Philadelphia County gebildet. Der Hintergrund der Benennung ist nicht vollständig geklärt: Möglicherweise geht sie auf Richard Montgomery (1736–1775) zurück,  einem General der Kontinentalarmee im Amerikanischen Unabhängigkeitskrieg, oder auf den Offizier und Siedler John Montgomery (1748–1794). Eventuell bezieht sich der Name des Countys auch auf die walisische Grafschaft Montgomeryshire.
Fünf Orte im County haben den Status einer National Historic Landmark. 146 Bauwerke und Stätten des Countys sind im National Register of Historic Places (NRHP) eingetragen (Stand 24. Juli 2018).

## Demografische Daten
Nach der Volkszählung im Jahr 2010 lebten im Montgomery County 799.874 Menschen in 298.326 Haushalten. Die Bevölkerungsdichte betrug 639,4 Einwohner pro Quadratkilometer.
Ethnisch betrachtet setzte sich die Bevölkerung zusammen aus 81,1 Prozent Weißen, 8,7 Prozent Afroamerikanern, 0,1 Prozent amerikanischen Ureinwohnern, 6,4 Prozent Asiaten sowie aus anderen ethnischen Gruppen; 1,9 Prozent stammten von zwei oder mehr Ethnien ab. Unabhängig von der ethnischen Zugehörigkeit waren 4,3 Prozent der Bevölkerung spanischer oder lateinamerikanischer Abstammung.
In den 298.326 Haushalten lebten statistisch je 2,51 Personen.
22,7 Prozent der Bevölkerung waren unter 18 Jahre alt, 62,3 Prozent waren zwischen 19 und 64 und 15,0 Prozent waren 65 Jahre oder älter. 51,3 Prozent der Bevölkerung war weiblich.

Das jährliche Durchschnittseinkommen eines Haushalts betrug 74,819 USD. Das Prokopfeinkommen betrug 39.511 USD. 5,5 Prozent der Einwohner lebten unterhalb der Armutsgrenze.

## Städte und Gemeinden

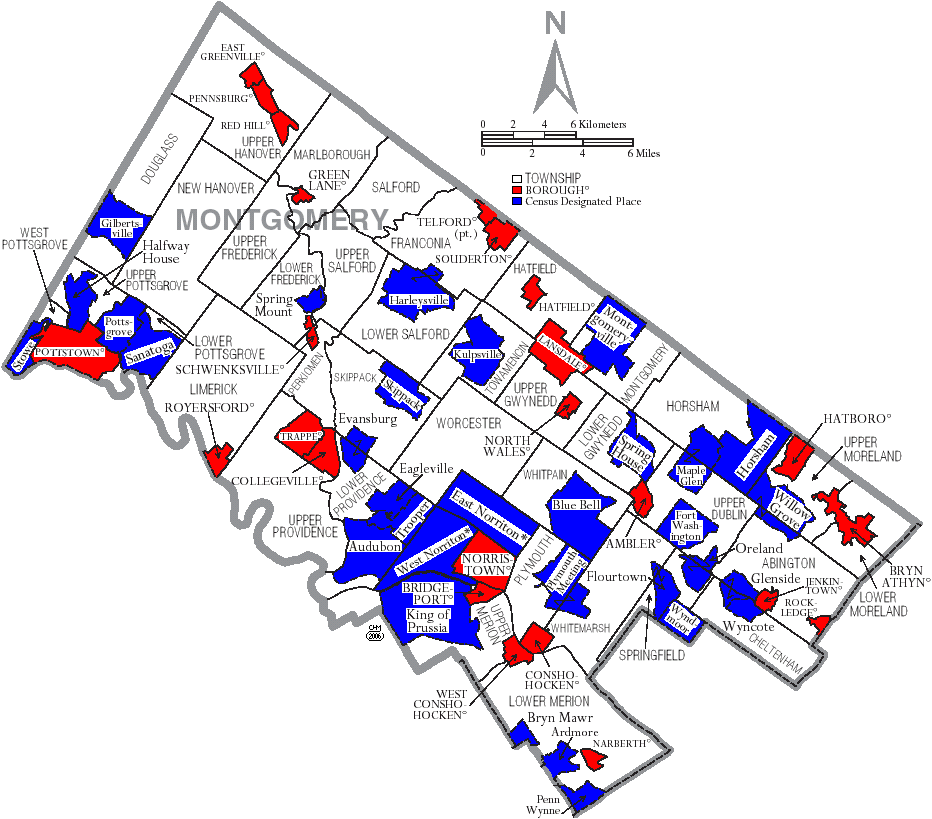
Karte des Montgomery County

Die Kommunen und sonstigen Siedlungen im Montgomery County haben verschiedene Siedlungsformen. Bei Boroughs und bei für Pennsylvania typischen Home Rule Municipalities handelt es sich um selbstverwaltete Gemeinden. Siedlungen ohne Selbstverwaltung sind Census-designated places und Unincorporated Communitys.
Boroughs
| - Ambler - Bridgeport - Collegeville - Conshohocken - East Greenville - Green Lane | - Hatboro - Hatfield - Jenkintown - Lansdale - Narberth - North Wales | - Pennsburg - Pottstown - Red Hill - Rockledge - Royersford - Schwenksville | - Souderton - Telford1 - Trappe - West Conshohocken |

Home Rule Municipalities
| - Bryn Athyn - Cheltenham Township2 - Horsham Township2 - Lower Merion Township2 | - Norristown - Plymouth Township2 - Whitemarsh Township2 |

Census-designated places (CDP)
| - Ardmore3 - Audubon - Blue Bell - Bryn Mawr - Eagleville - Evansburg | - Flourtown - Fort Washington - Gilbertsville - Glenside - Halfway House - Harleysville | - King of Prussia - Kulpsville - Lafayette Hill - Maple Glen - Montgomeryville - Oreland | - Penn Wynne - Plymouth Meeting - Pottsgrove - Sanatoga - Skippack - Spring House | - Spring Mount - Stowe - Trooper - Willow Grove - Wyncote - Wyndmoor |

Unincorporated Communitys
| - Bala Cynwyd - Bethayres - Dresher - Elkins Park | - Gladwyne - Melrose Park - Merion - Mont Clare | - Rosemont3 - Villanova3 - Wynnewood3 |

1 – teilweise im Bucks County

2 – trotz der Bezeichnung Township handelt es sich um Kommunen

3 – teilweise im Delaware County

## Politik
Zum Stichtag des 27. Dezember 2022 hatte Montgomery 597.648 registrierte Wähler, die sich wie folgt auf die politischen Gruppierungen aufteilten:
- Demokraten: 300.012 (50,19 %)
- Republikaner: 202.672 (33,91 %)
- Unabhängige (bei keiner Partei registriert) 63685 (10,65 %)
- Bei anderen Parteien (Libertäre, Grüne usw..) registriert: 31279 (5,23 %)